# Lijst van Barbiefilms
Dit is een lijst van Barbiefilms. In deze Amerikaanse reeks digitale animatie- en motioncapturefilms uitgebracht op dvd vertolkt de pop Barbie de hoofdrol.
In de originele, Engelstalige versies werd de stem van Barbie ingesproken door Kelly Sheridan en vanaf Barbie in een Modesprookje door Diana Kaarina. In de Nederlandstalige nasynchronisatie sprak Laura Vlasblom de stem van Barbie in, maar voor de liedjes die bijvoorbeeld in Prinses en de Bedelaar werden gezongen, verleenden andere stemactrices hun stem, onder wie Willemijn Verkaik, Donna Vrijhof, Arie van der Ven en Vajèn van den Bosch. Vanaf 2016 sprak Roos van der Waerden de stem van Barbie in.
| Nr. | Barbie film 2001-2009                                         | Jaar dvd          |
| --- | ------------------------------------------------------------- | ----------------- |
| 1   | Barbie in De Notenkraker                                      | 11 december 2001  |
| 2   | Barbie als Rapunzel                                           | 1 oktober 2002    |
| 3   | Barbie en Het Zwanenmeer                                      | 30 september 2003 |
| 4   | Barbie als de Prinses en de Bedelaar                          | 28 september 2004 |
| 5   | Barbie: Fairytopia (deel 1)                                   | 8 maart 2005      |
| 6   | Barbie en de Magie van Pegasus                                | 20 september 2005 |
| 7   | Barbie Fairytopia: Mermaidia (deel 2)                         | 14 maart 2006     |
| 8   | De Barbie Dagboeken                                           | 9 mei 2006        |
| 9   | Barbie en de 12 Dansende Prinsessen                           | 19 september 2006 |
| 10  | Barbie Fairytopia: Magie van de Regenboog (deel 3)            | 13 maart 2007     |
| 11  | Barbie als de Eilandprinses                                   | 18 september 2007 |
| 12  | Barbie: Mariposa en haar vlinderachtige feevriendjes (deel 1) | 26 februari 2008  |
| 13  | Barbie en het Diamantkasteel                                  | 9 september 2008  |
| 14  | Barbie: Kerstverhaal (1ste kerstfilm)                         | 4 november 2008   |
| 15  | Barbie presenteert: Duimelijntje                              | 17 maart 2009     |
| 16  | Barbie en de Drie Musketiers                                  | 15 september 2009 |

| Nr.     | Barbie film 2010-2018                            | Jaar dvd          |
| ------- | ------------------------------------------------ | ----------------- |
| 1 (17)  | Barbie in een Zeemeerminavontuur                 | 9 maart 2010      |
| 2 (18)  | Barbie in een Modesprookje                       | 14 september 2010 |
| 3 (19)  | Barbie: Het Feeënmysterie                        | 15 maart 2011     |
| 4 (20)  | Barbie: De Prinsessenschool                      | 13 september 2011 |
| 5 (21)  | Barbie: Een Fijne Kerst (2e kerstfilm)           | 8 november 2011   |
| 6 (22)  | Barbie in een Zeemeerminavontuur 2               | 6 maart 2012      |
| 7 (23)  | Barbie: De Prinses en de Popster (spin-off)      | 11 september 2012 |
| 8 (24)  | Barbie en De Roze Schoentjes                     | 18 maart 2013     |
| 9 (25)  | Barbie: Mariposa en de Feeënprinses (deel 2)     | 27 augustus 2013  |
| 10 (26) | Barbie & haar zusjes in een Ponyavontuur         | 22 oktober 2013   |
| 11 (27) | Barbie: De Parel Prinses                         | 11 maart 2014     |
| 12 (28) | Barbie en de Geheime Deur                        | 16 september 2014 |
| 13 (29) | Barbie in Super Prinses                          | 4 maart 2015      |
| 14 (30) | Barbie: Prinses in het Popsterrenkamp            | 13 augustus 2015  |
| 15 (31) | Barbie & haar zusjes in het Grote Puppy Avontuur | 27 oktober 2015   |
| 16 (32) | Barbie en het Geheime Team                       | 8 februari 2016   |
| 17 (33) | Barbie: Star Light Avontuur                      | 29 augustus 2016  |
| 18 (34) | Barbie & Haar Zusjes in een Puppy Achtervolging  | 18 oktober 2016   |
| 19 (35) | Barbie: Video Game Hero                          | 31 januari 2017   |
| 20 (36) | Barbie: Dolfijnen Magie                          | 11 september 2018 |

| Nr.    | Barbie film 2020-heden                            | Jaar Netflix USA | Jaar Netflix NL |
| ------ | ------------------------------------------------- | ---------------- | --------------- |
| 1 (37) | Barbie: Princess Adventure                        | 1 september 2020 | 1 april 2021    |
| 2 (38) | Barbie & Chelsea: The Lost Birthday               | 16 april 2021    | 1 juni 2021     |
| 3 (39) | Barbie: Big City, Big Dreams                      | 1 september 2021 | 15 oktober 2021 |
| 4 (40) | Barbie: Mermaid Power                             | 1 september 2022 | 2 december 2022 |
| 5 (41) | Barbie: Epic Road Trip                            | 25 oktober 2022  | 25 oktober 2022 |
| 6 (42) | Barbie: Skipper and the Big Babysitting Adventure | 16 maart 2023    | 1 maart 2023    |
| 7 (43) | Barbie and Stacie to the Rescue                   | 14 maart 2024    | 14 maart 2024   |
| 8 (44) | Barbie & Teresa: Recipe for Friendship            | 6 maart 2025     | n.n.b.          |

## Live-action
Warner Bros en Mattel kondigden in 2019 ook een live-action Barbiefilm aan. Voor de rol van Barbie werd eerst Amy Schumer gecast. Later werd aangekondigd dat Anne Hathaway haar plaats zou innemen, maar in 2019 werd bevestigd dat Margot Robbie de rol van Barbie zou invullen. Greta Gerwig en Noah Baumbach zouden het script schrijven en Gerwig zou ook de film regisseren. De film werd medio 2023 uitgebracht.